# Gynoplistia bella
Gynoplistia bella är en tvåvingeart som först beskrevs av Walker 1835.  Gynoplistia bella ingår i släktet Gynoplistia och familjen småharkrankar. Inga underarter finns listade i Catalogue of Life.